# Campionati europei di atletica leggera 1934 - 100 metri piani
I 100 metri piani maschili ai campionati europei di atletica leggera 1934 si sono svolti tra il 7 ed il 8 settembre 1934.

## Podio
| Oro     | Christiaan Berger Paesi Bassi |
| Argento | Erich Borchmeyer Germania     |
| Bronzo  | József Sir Ungheria           |

## Risultati

### 1º turno
Passano alle semifinali i primi tre atleti di ogni batteria (Q).

#### Batteria 1
| Posizione | Nome             | Nazionalità | Tempo | Note |
| --------- | ---------------- | ----------- | ----- | ---- |
| 1         | Paul Hänni       | Svizzera    | 11"1  | Q    |
| 2         | Julije Bauer     | Jugoslavia  | 11"2  | Q    |
| 3         | Erich Borchmeyer | Germania    | 11"2  | Q    |

#### Batteria 2
| Posizione | Nome               | Nazionalità | Tempo        | Note |
| --------- | ------------------ | ----------- | ------------ | ---- |
| 1         | Christiaan Berger  | Paesi Bassi | 10"6         | Q    |
| 2         | Albert Jud         | Svizzera    | 10"8         | Q    |
| 3         | Orazio Mariani     | Italia      | 10"9         | Q    |
| 4         | Pierre Dondelinger | Francia     | 11"0         |      |
| 5         | Janis Kivitis      | Lettonia    | Nessun tempo |      |

#### Batteria 3
| Posizione | Nome             | Nazionalità    | Tempo | Note |
| --------- | ---------------- | -------------- | ----- | ---- |
| 1         | Gerd Hornberger  | Germania       | 11"1  | Q    |
| 2         | Ulderico Di Blas | Italia         | 11"1  | Q    |
| 3         | Karel Bergmann   | Cecoslovacchia | 11"3  | Q    |
| 4         | Mario Porto      | Portogallo     | 11"3  |      |

#### Batteria 4
| Posizione | Nome              | Nazionalità | Tempo        | Note |
| --------- | ----------------- | ----------- | ------------ | ---- |
| 1         | József Sir        | Ungheria    | 11"0         | Q    |
| 2         | Martinus Osendarp | Paesi Bassi | 11"1         | Q    |
| 3         | Robert Paul       | Francia     | Nessun tempo | Q    |

### Semifinali
Passano alle semifinali i primi tre atleti di ogni batteria (Q).

#### Semifinale 1
| Posizione | Nome              | Nazionalità    | Tempo        | Note |
| --------- | ----------------- | -------------- | ------------ | ---- |
| 1         | József Sir        | Ungheria       | 10"6         | Q    |
| 2         | Erich Borchmeyer  | Germania       | 10"8         | Q    |
| 3         | Martinus Osendarp | Paesi Bassi    | 10"9         | Q    |
| 4         | Orazio Mariani    | Italia         | 10"9         |      |
| 5         | Albert Jud        | Svizzera       | Nessun tempo |      |
| 6         | Karel Bergmann    | Cecoslovacchia | Nessun tempo |      |

#### Semifinale 2
| Posizione | Nome              | Nazionalità | Tempo        | Note |
| --------- | ----------------- | ----------- | ------------ | ---- |
| 1         | Christiaan Berger | Paesi Bassi | 10"7         | Q    |
| 2         | Paul Hänni        | Svizzera    | 10"8         | Q    |
| 3         | Gerd Hornberger   | Germania    | 10"9         | Q    |
| 4         | Julije Bauer      | Jugoslavia  | Nessun tempo |      |
| 5         | Ulderico Di Blas  | Italia      | Nessun tempo |      |
| 6         | Robert Paul       | Francia     | 11"0         |      |

### Finale
| Pos.    | Nome              | Nazionalità | Tempo | Note |
| ------- | ----------------- | ----------- | ----- | ---- |
| Oro     | Christiaan Berger | Paesi Bassi | 10"6  |      |
| Argento | Erich Borchmeyer  | Germania    | 10"7  |      |
| Bronzo  | József Sir        | Ungheria    | 10"7  |      |
| 4       | Paul Hänni        | Svizzera    | 10"8  |      |
| 5       | Martinus Osendarp | Paesi Bassi | 10"9  |      |
| 6       | Gerd Hornberger   | Germania    | 10"9  |      |